# Ꙉ (слово ћирилице)
Ђерв (Ꙉ, ꙉ) је ћирилично слово које се користило у старој ћирилици.
Коришћен је у многим раним српским споменицима за представљање звукова /dʑ/ и /tɕ/ (модерни звукови ⟨Ђ⟩ и ⟨Ћ⟩).
То је основа модерних слова Ћ и Ђ.
Ђерв се такође често користио у босанској ћирилици, где је то било званично коришћено слово. Када се комбиновало са словима Н и Л, представљало је гласове /ɲ/ и /ʎ/ = ⟨Њ⟩ и ⟨Љ⟩.

## Правописне реформе и обликовање слова Ћ и Ђ
Слово Ђ формирао је 1818. године Вук Стефановић Караџић након неколико предлога за реформу ђерва Лукијана Мушицког и Глигорија Гершића. Међутим, слово Ћ (такође засновано на основу слова ђерв) први је употребио Доситеј Обрадовић у директној реформи слова ђерв.

## Рачунарски кодови
| Знак                      | Ꙉ                           | Ꙉ                           | ꙉ                         | ꙉ                         |
| ------------------------- | --------------------------- | --------------------------- | ------------------------- | ------------------------- |
| Назив у Уникоду           | ВЕЛИКО ЋИРИЛИЧНО СЛОВО ЂЕРВ | ВЕЛИКО ЋИРИЛИЧНО СЛОВО ЂЕРВ | МАЛО ЋИРИЛИЧНО СЛОВО ЂЕРВ | МАЛО ЋИРИЛИЧНО СЛОВО ЂЕРВ |
| Врста кодирања            | децимална                   | хексадецимална              | децимална                 | хексадецимална            |
| Уникод                    | 42568                       | U+A648                      | 42569                     | U+A649                    |
| UTF-8                     | 234 153 136                 | EA 99 88                    | 234 153 137               | EA 99 89                  |
| Нумеричка референца знака | &#42568;                    | &#xA648;                    | &#42569;                  | &#xA649;                  |